# Barbut becgroc
El barbut becgroc (Trachylaemus purpuratus) és una espècie d'ocell de la família dels líbids (Lybiidae) que habita boscos i clarianes de Sierra Leone, sud de Guinea, Libèria, Costa d'Ivori, Ghana, Togo, Benín, Nigèria, sud de Camerun, Guinea Equatorial, el Gabon, República del Congo, sud de la República Centreafricana, nord i nord-est de la República Democràtica del Congo, extrem sud-est del Sudan, Uganda, Ruanda, Burundi i oest de Kenya i, més cap al sud, al nord-oest d'Angola i sud-oest i centre de la República Democràtica del Congo.

## Taxonomia
Inclòs tradicionalment al gènere Trachyphonus va ser canviat al monotípic gènere Trachylaemus Reichenow, 1891, per Howard and Moore 3a edició (2003).
S'han descrit 4 subespècies:
- T. p. goffinii (Goffin, 1863). Des de Sierra Leone fins Ghana.
- T. p. togoensis (Reichenow, 1891). Des de Togo fins al sud-oest de Nigèria.
- T. p. purpuratus Verreaux, J et Verreaux, E, 1851. Des del sud-est de Nigèria fins a la República Centreafricana, nord i centre de la República Democràica del Congo, nord i centre de la República del Congo i nord-oest d'Angola.
- T. p. elgonensis Sharpe, 1891. Des del sud de Sudan i nord-est de la República Democràtica del Congo fins l'oest de Kenya.

Modernament les dues primeres subespècies han estat separades com espècies de ple dret, quedant el gènere Trachylaemus classificat en tres espècies:
- barbut becgroc occidental (Trachylaemus goffinii).
- barbut becgroc de Togo (Trachylaemus togoensis).
- barbut becgroc oriental (Trachylaemus purpuratus) sensu stricto.